# MG ZT
MG ZT var en højtydende version af den store mellemklassebil Rover 75, bygget af MG Rover Group på MG Rovers fabrik i Longbridge. Bilen fandtes også i en stationcarudgave kaldet MG ZT-T. Designet var magen til Rover 75, men med stærkere fjedre og andre forbedringer af undervognen. Produktionen begyndte i 2001 og sluttede i 2005 samtidig med MG Rover Groups konkurs.

## Historie
I 2001, tre år efter introduktionen af Rover 75 og mindre end et år efter Phoenix Consortium havde købt MG Rover Group af BMW, kom MG ZT og MG ZT-T på markedet. I udviklingsfasen hed modellerne X10 og X11. Bilens konstruktion var identisk med Rover 75, dog havde modellen et mere sportsligt og aggressivt udseende.
I 2003 præsenteredes 260+-modellen (kodenavne X12 og X13) med 4,6-liters V8-motor fra Ford Mustang. Modellen måtte til dette formål omstilles fra for- til baghjulstræk og blev i store træk konstrueret af motorsports- og ingeniørfirmaet Prodrive, før den kom videre til MG Rover. Den eneste udefra synlige forskel mellem 260+ og de andre ZT-modeller var det firedelte udstødningsrør.
Ligeledes i 2003 introduceredes en aerodynamisk optimeret MG ZT-T med 6,0-lites V8-motor med 765 hk med kodenavnet X15, som blev verdens hurtigste stationcar med en topfart på 360,9 km/t. Modellen opnåede denne hastighed ved det 55. årlige Bonneville Speed Week i Bonneville Flats.
I 2004 modificerede MG designet på ZT og ZT-T, så de ligesom resten af modelprogrammet kom til at se mere moderne ud.
Nanjing Automobile Group i Kina købte MG Rover i juli 2005, tre måneder efter selskabets konkurs. Produktionen af MG ZT genoptoges i foråret 2007 under navnet MG 7.

## Modeller
- ZT115/ZT115+ CDT (commonrail-turbodiesel fra BMW med 85 kW (115 hk))
- ZT135/ZT135+ CDTi (commonrail-turbodiesel fra BMW med 96 kW (131 hk))
- ZT120/ZT120+ (1,8-liters Rover R4-motor fra K-serien, 88 kW (120 hk))
- ZT160/ZT160+ (i starten neddroslet 2,5-liters Rover V6-motor med 118 kW (160 hk), senere tuboladet 1,8-liters Rover R4-motor fra K-serien)
- ZT180+ (2,5-liters Rover V6-motor med JatCo-automatgear og 130 kW (177 hk))
- ZT190/ZT190+ (2,5-liters Rover V6-motor med 140 kW (190 hk))
- ZT260+ (4,6-liters V8-motor fra Ford Mustang med 191 kW (260 hk))